# بخش لیمانسکی
بخش لیمانسکی (به لاتین: Limansky District) یک منطقهٔ مسکونی در روسیه است که در استان آستراخان واقع شده‌است.